# Rinaldo Rigola
(Aris Accornero, storico e sociologo, specialista in storia del movimento operaio)
Rinaldo Rigola (Biella, 2 febbraio 1868 – Milano, 10 gennaio 1954) è stato un sindacalista e politico italiano, primo segretario generale della Confederazione Generale del Lavoro (CGdL) dal 1906 al 1918 e presidente fondatore durante il regime fascista dell'Associazione Nazionale Studi - Problemi del Lavoro.

## Biografia
Rigola, figlio di un tintore tessile e di una stiratrice, dopo aver frequentato una scuola professionale a Biella, sua città natale, iniziò a lavorare a soli 16 anni come operaio nell'industria tessile e si iscrisse, in giovane età, al Partito Socialista Italiano. Primo deputato operaio, fu eletto nel 1900 nel collegio di Biella.
Il 15 agosto 1895 fondò il foglio socialista Corriere Biellese  e nel 1906 la CGdL - Confederazione Generale del Lavoro, di cui fu Segretario Generale fino al 1918.
Era cieco per un infortunio sul lavoro.
Guidò la CGdL dalla sua nascita fino alla fine della prima guerra mondiale, lavorando per rendere l'organizzazione indipendente dal PSI. Nel primo dopoguerra fu sensibile alle posizioni di Alceste De Ambris e del fiumanesimo sindacale espresse nella Carta del Carnaro.
Nel 1922 diede vita con Filippo Turati e Claudio Treves al Partito Socialista Unitario e fu inizialmente contrario al fascismo. Tuttavia, anche a lui facevano riferimento «quelle parti significative del sindacato che sostenevano di avere il compito di trattare, trattare e trattare sempre e comunque e al tempo stesso di aver riconosciuta una certa legittimazione da parte di chi governava per ottenerne una forma di neutralità nei confronti delle organizzazioni sindacali. Nell’agosto del 1923 fu soprattutto Matteotti che impedì di fatto ai fautori della “collaborazione tecnica” l’intesa con il governo che ipotizzava addirittura l’assunzione del Ministero del Lavoro da parte di Gino Baldesi come ministro tecnico. Solo Bruno Buozzi, nella segreteria confederale della CGdL, dopo il primo deludente incontro con Mussolini, sostenne anch’egli con decisione che non c’era da cavare fuori alcunché di positivo da tali tavoli di trattativa e che con il governo Mussolini era assurdo interloquire».
Dopo lo scioglimento della CGdL, nel 1926, fu il principale fondatore dell'Associazione Nazionale Studi - Problemi del Lavoro: si trattava di un centro studi politico-culturale di estrazione sindacalista socialista, in cui si coltivava una variante di socialismo ghildista che Rigola credette di riconoscere nella Carta del Lavoro del 1927. In realtà, per questa via si finirà per appoggiare, almeno in parte o comunque non apertamente, la politica sociale del corporativismo fascista.
Nel dopoguerra, dato il suo fiancheggiamento del regime fascista, venne emarginato, finendo per ritirarsi dalla scena politica italiana.